# Villiers-sur-Loir
Villiers-sur-Loir ist eine französische Gemeinde mit 1.115 Einwohnern (Stand: 1. Januar 2022) im Département Loir-et-Cher in der Region Centre-Val de Loire; sie gehört zum Arrondissement Vendôme und zum Kanton Vendôme. Die Einwohner werden Villiersois genannt.

## Geographie
Villiers-sur-Loir liegt vier Kilometer westlich von Vendôme am Loir. Villiers-sur-Loir wird umgeben von den Nachbargemeinden Azé im Norden, Vendôme im Osten, Naveil im Süden und Südosten, Thoré-la-Rochette im Westen und Südwesten sowie Mazangé im Nordwesten.

## Bevölkerungsentwicklung
| Jahr                       | 1962 | 1968 | 1975 | 1982 | 1990 | 1999 | 2006 | 2018 |
| Einwohner                  | 756  | 766  | 824  | 997  | 976  | 1190 | 1242 | 1125 |
| Quellen: Cassini und INSEE |      |      |      |      |      |      |      |      |

## Sehenswürdigkeiten
- Kirche Saint-Hilaire, seit 1994 Monument historique

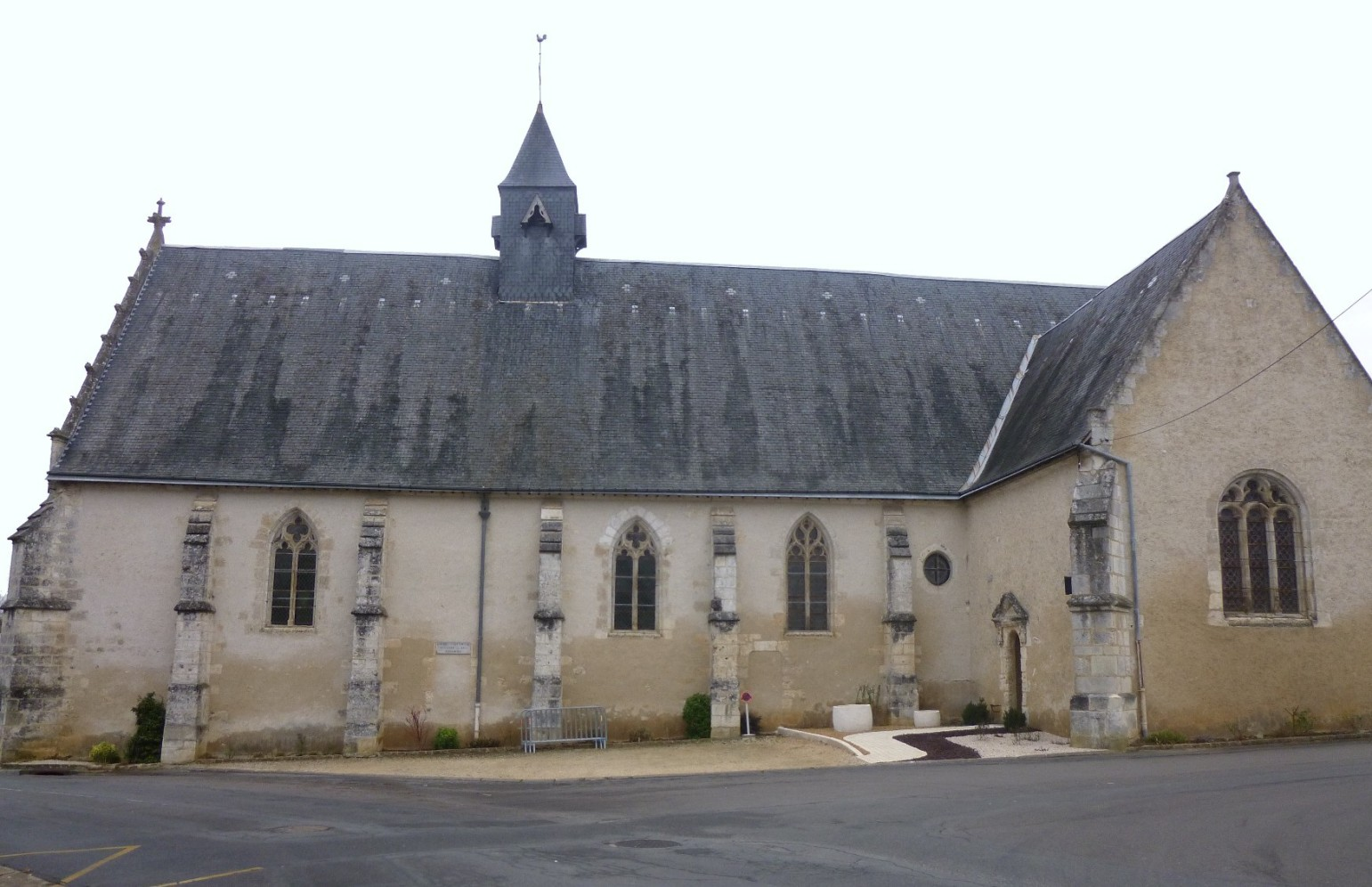
Kirche Saint-Hilaire

- Schloss La Vallée